# Іонообмінні смоли

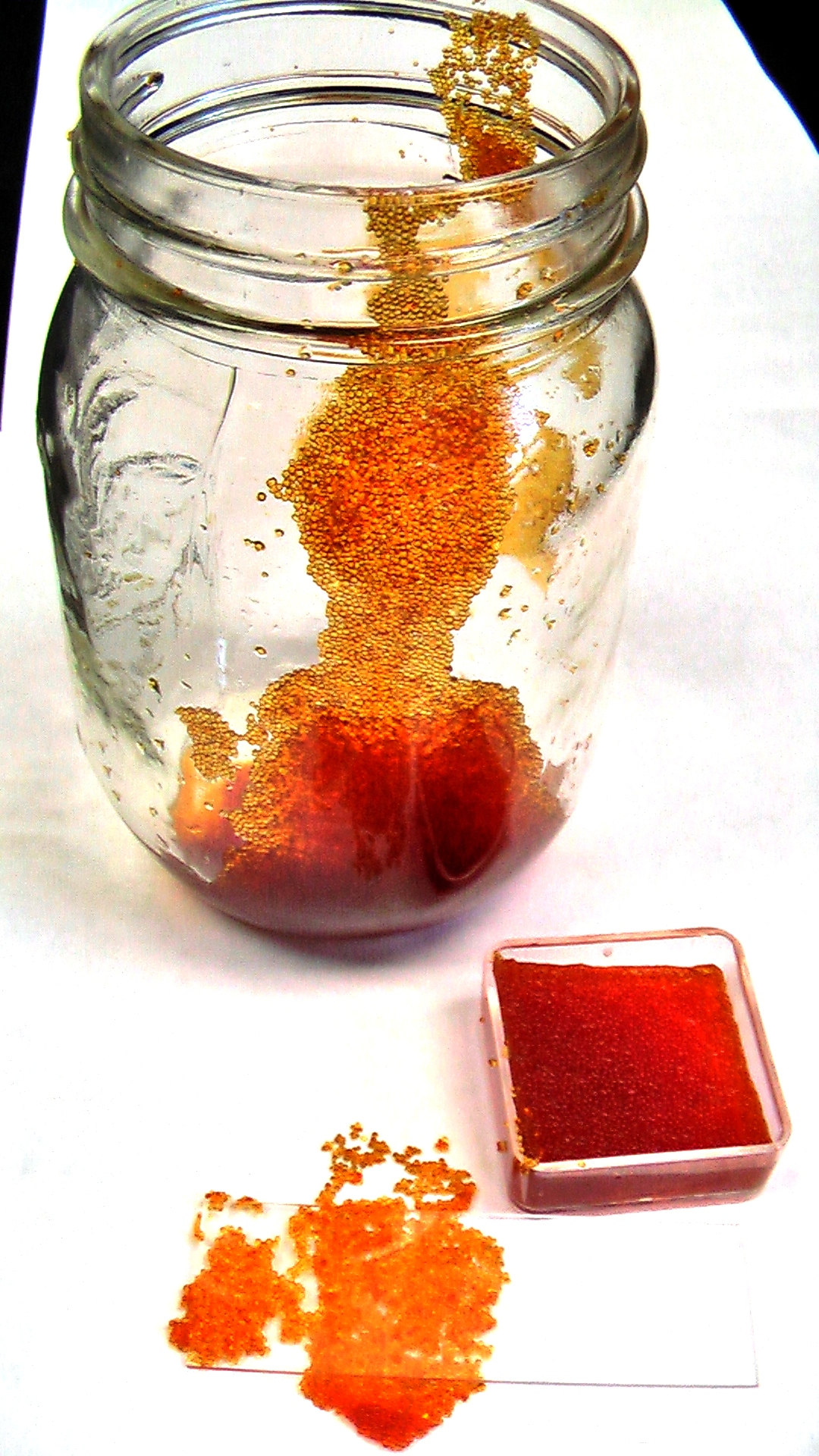
Іонообмінна смола

Іо́нообмі́нні смо́ли (рос. смолы ионообменные; англ. ion-exchange resins; нім. Ionensumtauschhärze n pl) — високомолекулярні поліелектроліти (катіоніти, аніоніти, амфоліти), які містять електропровідні фрагменти (фіксовані іони, англ. fixed ions), постійно приєднані до полімерної основи. Електрична нейтральність основи досягається за допомогою протиіонів, які є рухливими в розчині (здатні замінюватись на інші іони).
Практичне застосування таких смол — усунення небажаних іонів з розчину шляхом заміщення їх іншими іонами.